# 금성중학교 (부산)
금성중학교(錦城中學校)는 부산광역시 동구 좌천동에 있었던 사립 중학교이다.

## 학교 연혁
- 1945년 10월 1일 : 일신여학교 교사 인수, 금성중학원으로 개학
- 1946년 6월 22일 : 금성중학교로 개명(4년제 12학급 인가)
- 1963년 9월 2일 : 학급 증설 인가(주간 30학급)
- 1981년 8월 20일 : ＜금성학원＞으로 법인명 개명
- 1982년 10월 14일 : 김창덕 이사장 취임
- 1986년 2월 28일 : 신관 3층 완공
- 1989년 10월 16일 : 본관 목조 2층 구본관 교사 철거
- 1990년 3월 17일 : 본관 4층 신축교사 준공
- 1997년 11월 12일 : 신축 도서실 개관
- 2003년 10월 29일 : 비단성 전자도서관 개관
- 2007년 8월 24일 : 모둠학습실 설치
- 2018년 3월 2일 : 제22대 이태우 교장 취임
- 2019년 2월 12일 : 제71회 졸업식 거행(졸업생총수 28,255명)
- 2020년 2월 29일 : 75년만에 폐교[1]

## 참고 자료
- 금성중학교 - 한국교육학술정보원 학교알리미